# Asura gaudens
Asura gaudens là một loài bướm đêm thuộc phân họ Arctiinae, họ Erebidae.